# Saint-Cyr-en-Val
Saint-Cyr-en-Val là một xã của tỉnh Loiret, thuộc vùng Centre-Val de Loire, miền trung nước Pháp.

## Dân số
| 1962                                         | 1968  | 1975  | 1982  | 1990  | 1999  | - | - | - |
| -------------------------------------------- | ----- | ----- | ----- | ----- | ----- | - | - | - |
| 872                                          | 1.142 | 1.555 | 2.373 | 2.883 | 3.251 | - | - | - |
| Số liệu kể từ 1962 : dân số không tính trùng |       |       |       |       |       |   |   |   |

## Thành phố kết nghĩa
Bliesen, Đức